# Allodia conifera
Allodia conifera är en tvåvingeart som beskrevs av Mitsuhiro Sasakawa och Kunihiro Ishizaki 2003. Allodia conifera ingår i släktet Allodia och familjen svampmyggor. Inga underarter finns listade i Catalogue of Life.